# Етоал (Јура)
Етоал (фр. Etoile) насеље је и општина у источној Француској у региону Франш-Конте, у департману Јура која припада префектури Лон ле Соније.
По подацима из 2011. године у општини је живело 566 становника, а густина насељености је износила 92,33 становника/km². Општина се простире на површини од 6,13 km². Налази се на средњој надморској висини од 292 метара (максималној 424 m, а минималној 235 m).

## Демографија
| 1962. | 1968. | 1975. | 1982. | 1990. | 1999. | 2011. |
| ----- | ----- | ----- | ----- | ----- | ----- | ----- |
| 340   | 347   | 419   | 469   | 512   | 581   | 566   |

График промене броја становника у току последњих година